# Gelis potteri
Gelis potteri är en stekelart som beskrevs av Barron 1987. Gelis potteri ingår i släktet Gelis och familjen brokparasitsteklar. Inga underarter finns listade i Catalogue of Life.